# SpoVNet
SpoVNet (Spontane Virtuelle Netze) ist ein Forschungsprojekt im Kontext des BW-FIT Forschungsprogramms in Baden-Württemberg. 2006 ins Leben gerufen, umfasst es die Beteiligungen namhafter Kommunikationsinstitute der Universitäten Karlsruhe, Tübingen, Stuttgart und Mannheim. Die Ziele des Projekts sind im Kontext zahlreicher
„Future Internet“-Initiativen einzuordnen, welche versuchen, die Unzulänglichkeiten des Internets zu beheben.
Ziel des Projektes ist es, mit Hinblick auf die fortschreitende Vernetzung spontane Kommunikation in verteilten Systemen durch den Einsatz von selbstorganisierenden Algorithmen und Protokollen zu gewährleisten. Derartige Systeme passen sich an die Gegebenheiten und Auslastungen des Netzes flexibel an und bedürfen keines weiteren administrativen Aufwandes. Zahlreiche Anwendungen (beispielsweise Sprachkommunikation, verteilte Spiele, Downloads, Verkehrstelematik und TV-Übertragungen) können so über heterogenen Netztechnologien nahtlos nutzbar gemacht werden („any time, any where, any service“). Mit Hinblick auf diese Szenarien muss sich das System an die jeweiligen Situationen der Anwender in ihrem realen Umfeld dynamisch anpassen. Des Weiteren müssen die Kommunikationsnetze individuelle Dienste bezüglich Gruppenkommunikation, Sicherheit, Signalisierung und Mobilitätsmanagement erbringen. In diesem Kontext existieren heute bislang nur statische Lösungen.
Obwohl man durch die Nutzung sogenannter VPNs (Virtual Private Networks) auch heute schon bestimmten Anforderungen genügen kann, ist deren Konfiguration zumeist statisch und komplex. Deshalb ist eine spontane Lösung wünschenswert. Dies ist genau das Hauptziel von SpoVNet, nämlich das spontane, autonome und adaptive Erbringen heutiger und zukünftig aufkommender Dienstansprüche.
Der Ansatz sieht vor, dass mit Hilfe eines sogenannten Basis-Overlays weitere Transport-Overlays etabliert werden können, die beispielsweise Gruppenkommunikationsdienste mit Dienstgüte- und Sicherheitsanforderungen realisieren können. Insofern ist es ein „Netz der Netze“ und kann z. B. auch dazu dienen IPv4- und IPv6-basierte Endsysteme miteinander zu verbinden.
Nachdem die Projektseite seit 2012 keine Aktivitäten mehr zeigt, kann davon ausgegangen werden, dass das Projekt beendet ist.